# Novoukraiinka, Kameanka-Dniprovska
Novoukraiinka (în ucraineană Новоукраїнка) este un sat în comuna Novovodeane din raionul Kameanka-Dniprovska, regiunea Zaporijjea, Ucraina.

## Demografie
Componența lingvistică a localității Novoukraiinka
     Ucraineană (87,93%)
     Rusă (11,85%)
Conform recensământului din 2001, majoritatea populației localității Novoukraiinka era vorbitoare de ucraineană (87,93%), existând în minoritate și vorbitori de rusă (11,85%).